# ایتو اوهنو
ایتو اوهنو (انگلیسی: Ito Ohno؛ زادهٔ ۲ ژوئیهٔ ۱۹۹۵) بازیگر، و مدل (شخص) اهل ژاپن است. وی از سال ۲۰۰۹ میلادی تاکنون مشغول فعالیت بوده‌است.